# Robert Holmes (calciatore)
Robert Holmes, detto Bob (Preston, 23 giugno 1865 – Preston, 17 novembre 1955), è stato un calciatore inglese, di ruolo difensore.

## Biografia
Robert Holmes è deceduto il 17 novembre 1955 presso la Preston Royal Infirmary a causa di complicanze dovute alla frattura di una coscia.

## Carriera

### Club
Famoso giocatore del Preston North End, disputò da titolare la finale di FA Cup del 1888 persa 2-1 contro il West Bromwich. Holmes fa il proprio debutto in campionato con i Lilywhites l'8 settembre 1888, in una gara vinta per 5-2 contro il Burnley al Deepdale. Nell'annata 1888-1889 vince da protagonista il campionato e l'FA Cup, alla sua prima edizione in assoluto. L'ultima gara di Holmes con indosso la maglia del club risale al Boxing Day del 1902, in un incontro perso contro il Manchester City.

### Nazionale
Il 7 aprile 1888 marca il proprio debutto con la nazionale inglese, in occasione di una gara contro l'Irlanda vinta per 5-1.

## Palmarès

### Club

#### Competizioni nazionali
- Campionato inglese: 1

Preston North End: 1888-1889
- Coppa d'Inghilterra: 1

Preston North End: 1888-1889